# Suzan Johnson Cook
Suzan Denise Johnson Cook (née le 28 janvier 1957) est une conseillère présidentielle américaine, pasteure, théologienne, auteure, militante et universitaire, qui a été ambassadrice itinérante des États-Unis pour la liberté religieuse internationale d'avril 2011 à octobre 2013. Elle a été conseillère politique du président Bill Clinton, puis du secrétaire au Logement et au Développement urbain Henry Cisneros, doyenne et professeure de communication à l'Université Harvard, professeure de théologie au séminaire théologique de New York, pasteure dans plusieurs églises, productrice de télévision et auteure de près d'une douzaine de livres. Elle a été la première femme pasteure principale dans les 200 ans d'histoire de l'église baptiste du temple des Mariners à New York, qui fait partie des Églises baptistes américaines USA. Elle est une amie proche de Coretta Scott King.

## Jeunesse et éducation
Johnson Cook grandit dans le Bronx, à New York, elle est la plus jeune de deux enfants. Son père était l'un des premiers conducteurs de tramway noirs de New York avant d'ouvrir une agence de sécurité et sa mère était institutrice dans une école publique de Harlem. Elle et son frère aîné ont sauté plusieurs classes pendant leurs années d'école. Johnson Cook a fréquenté la Riverdale Country Day School. Elle obtient son diplôme d'études secondaires à seize ans et étudie ensuite à l'Université Fisk avant d'être transférée à l'Emerson College, où elle obtient son diplôme en 1976 avec un diplôme en discours. Elle obtient ensuite une maîtrise en technologie éducative de l'Université Columbia. Elle acquiert une expérience précoce en politique, en aidant son frère à remporter un siège à l'Assemblée de l'État de New York,.
Elle obtient ensuite une autre maîtrise de l'Union Theological Seminary en 1983 et un doctorat en ministère du Union Theological Seminary en 1990. Elle est aussi diplômée du Minority Business Executive Program de la Tuck School of Business du Dartmouth College.

## Carrière

### Début de carrière

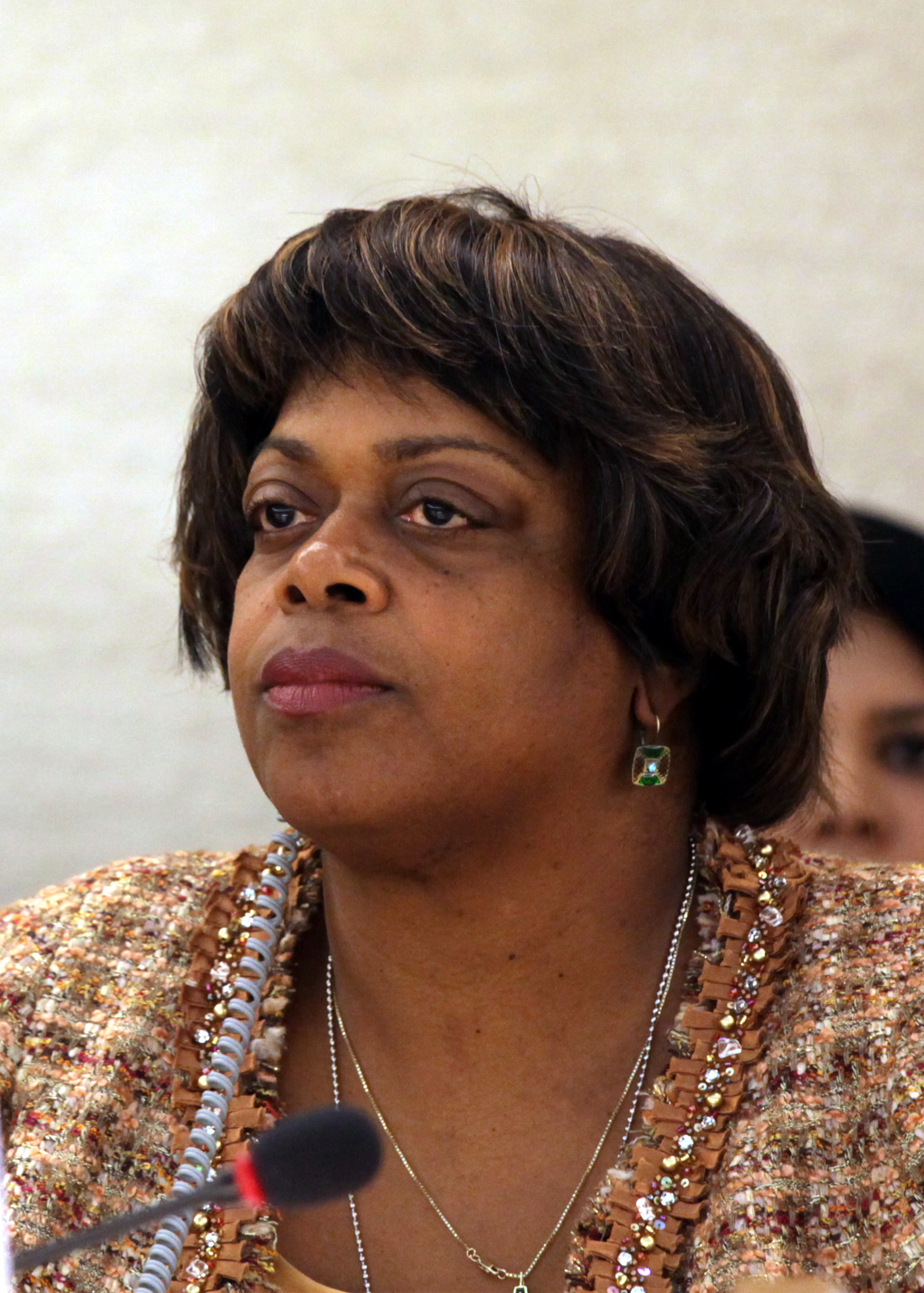
Suzan Johnson Cook en 2011.

Après l’université, Johnson Cook commence une carrière à la télévision, en tant que productrice pour plusieurs chaînes d’information à Boston, Washington et Miami avant de décider d’entrer dans le pastorat. Johnson Cook est ordonnée en 1982. Elle devient ensuite pasteur principal de l'église baptiste du temple des Mariners de 1983 à 1996.
Elle est ainsi devenue la première femme pasteur principal en 200 ans d'histoire des Églises baptistes américaines. En 2002, elle devient la première femme élue présidente de la Hampton University Ministers' Conference, une conférence qui représente toutes les confessions historiquement afro-américaines,. Johnson Cook est ensuite la première et seule femme à occuper le poste d'aumônier officiel du Département de police de la ville de New York, poste qu'elle occupe pendant vingt et un ans.
Johnson Cook fonde l'église baptiste Bronx Christian Fellowship en 1996, dont elle est pasteur jusqu'en 2010. Elle crée également plusieurs organisations à but non lucratif de défense des droits, telles que le Multi-Ethnic Center Inc. Elle fonde Moving Up Productions, une société de communication, de leadership et de conseil. Elle enseigne au Séminaire théologique de New York de 1996 à 1998. Elle rejoint enfin la faculté de l'Université Harvard, en tant que doyenne et professeure enseignante dans les domaines des discours publics et des communications.
Johnson Cook est la filleule de Coretta Scott King, épouse de Martin Luther King Jr. Elle devient une amie proche de Scott King, dont elle célébrera les funérailles,. Le 13 juillet 2013, elle est admise à la sororité Delta Sigma Theta en tant que membre honoraire, lors de leur célébration du centenaire à Washington, DC.

### Politique
En 1993, Johnson Cook est sélectionnée pour participer au programme White House Fellows. Elle devient ensuite conseillère auprès du président Bill Clinton, agissant en tant que spécialiste de politique intérieure sur plusieurs questions en raison de sa position de membre du Conseil de politique intérieure. Elle fait partie de l'équipe consultative de l'initiative One America du président Clinton. Puis elle devient consultante auprès du secrétaire au Logement et au Développement urbain, Henry Cisneros, de 1994 à 1997
En 2016, elle se présente aux élections primaires démocrates pour le 13e district du Congrès de New York pour remplacer le député sortant Charles Rangel. L'élection a lieu le 28 juin 2016, elle est remportée par Adriano Espaillat. Johnson Cook se classe sixième sur neuf candidats avec 2116 voix.

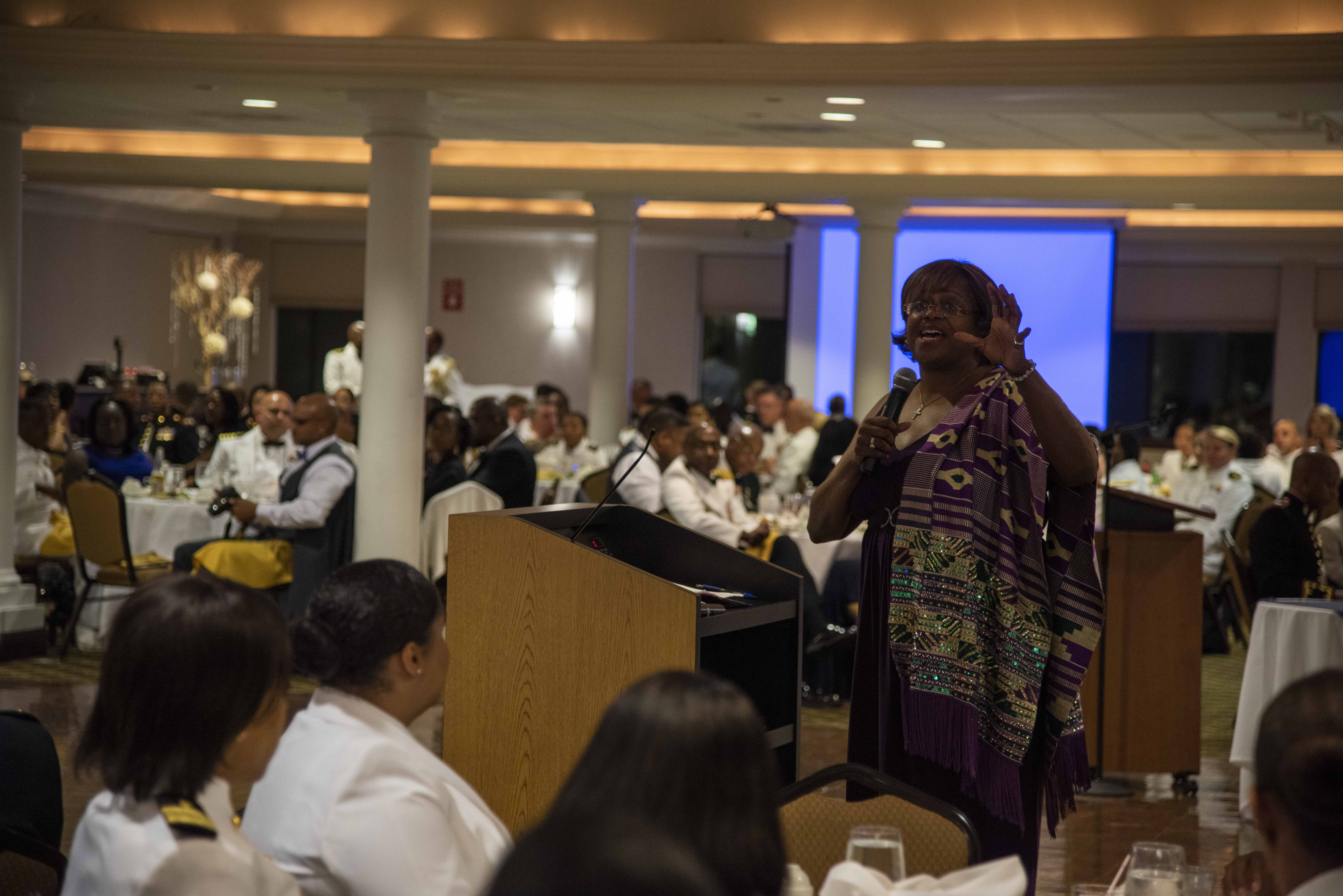
Johnson Cook s'adresse à la National Naval Officers Association en 2019.

Le 15 juin 2010, elle est nommée par le président Barack Obama au poste d'ambassadrice itinérante des États-Unis pour la liberté religieuse internationale au sein du Département d'État. Cependant, sa nomination est suspendue au Sénat et expire donc sans vote à la fin de la 111e session du Congrès, le 3 janvier 2011.
Elle est renommée et confirmée le 14 avril 2011. Elle prête serment et commence à travailler le 16 mai 2011. Elle est la première femme et la première Afro-Américaine à occuper ce poste.
Selon un rapport du Washington Post, les autorités chinoises refusent de la rencontrer pour discuter des questions de liberté religieuse.
Elle démissionne en octobre 2013 pour entrer dans le secteur privé et ainsi améliorer sa situation financière afin de pouvoir offrir à ses fils le cadeau d'une « éducation universitaire sans dette ». La nomination du rabbin David Saperstein est confirmée par le Sénat en décembre 2014 pour succéder à Johnson Cook

## Vie personnelle
Johnson Cook vit à New York avec son mari, Ronald, et leurs deux fils.

## Livres sélectionnés
- Vivez comme si vous étiez béni : Étapes simples pour intégrer l'équilibre, l'amour, l'énergie, l'esprit, le succès, l'encouragement et la dévotion à votre vie, Doubleday, 2006 ; (ISBN 978-0-385-51719-5)
- Progresser : dix étapes pour changer votre vie et atteindre le sommet ! , Doubleday, 2008 ; (ISBN 978-0385524292)

- VIAF
- ISNI
- LCCN
- WorldCat